# Vlag van Roosdaal
De vlag van Roosdaal is het gemeentelijke dundoek van de Vlaams-Brabantse gemeente Roosdaal. De vlag is gebaseerd op het gemeentelijke wapen, waar het vrijwel gelijk aan is.
De vlag bestaat drie horizontale strepen, gebaseerd op het wapen van een van de deelgemeenten voor de fusie in 1976, namelijk het wapen van Pamel. In de horizontale streep van zilver staan vier rode rozen, die elk verwijzen naar een van de vier dorpskernen die door de fusie bijeen gevoegd zijn, dat waren Pamel, Strijtem, Onze-Lieve-Vrouw-Lombeek en Borchtlombeek.
Officieel wordt de vlag als volgt beschreven:
Drie even hoge banen van groen, van wit en van groen met op het wit vier horizontaal geplaatste rode rozen.
De vlag werd door de gemeenteraad op 25 april 1980 officieel vastgesteld. Op 3 september 1980 werd hij door het koninklijk besluit bevestigd en uiteindelijk gepubliceerd op 16 oktober 1980 en opnieuw op 4 januari 1995 in het officiële Belgisch Staatsblad.

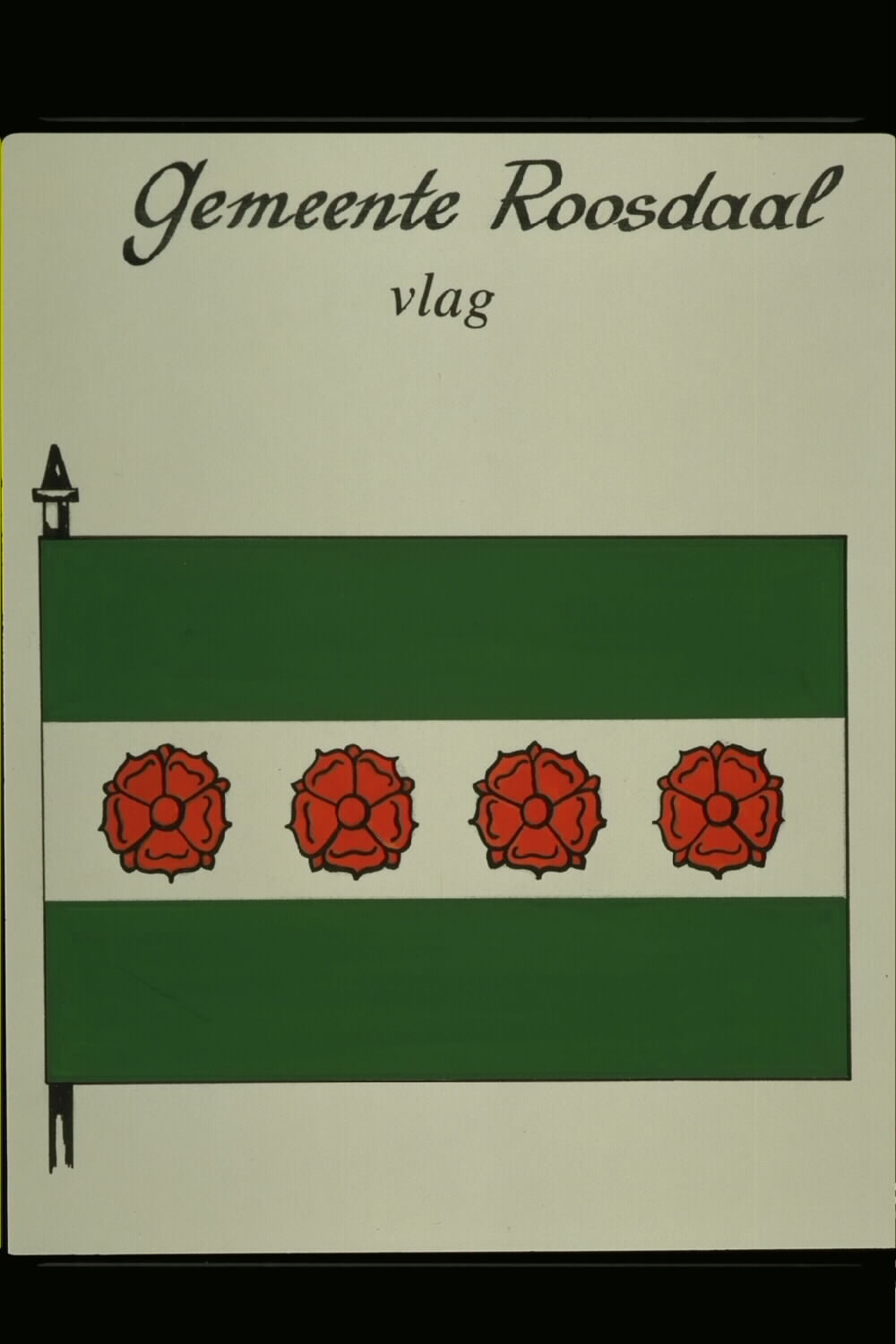
Officiële tekening van de vlag
Wapen van Pamel